# Il buon soldato Svejk (film)
Il buon soldato Svejk (Dobrý voják Švejk) è un film del 1955 diretto da Jiří Trnka e Miloš Makovec, tratto dal romanzo omonimo del 1912 di Jaroslav Hašek.